# Ева Дальґрен
Ева Дальґрен (швед. Eva Dahlgren, нар.. 9 червня 1960, Умео Швеція) — шведська попспівачка і письменниця.

## Життєпис
Еву Дальґрен 1978 році виступила на телешоу «Sveriges magasin» та випустила дебютний альбом «Finns det nån som bryr sej om», і її побачив музикант і продюсер Бруно Гленмарк. 1979 року вона посіла третє місце на національному музичному конкурсі Melodifestivalen (переможець цього конкурсу представляє Швецію на Євробаченні). Вона гастролювала містами Швеції в 1987 році разом з гуртом Roxette, тур відвідали понад 100 000 осіб.
Кар'єра Дальґрен йшла в гору, вона випускала кілька альбомів у 1980-ті, а її прорив у Швеції відбувся в 1991 році після виходу альбому «En blekt blondins hjärta», який продався загальним накладом понад півмільйона копій, принісши виконавиці п'ять премій Grammis.
У липні та серпні 2008 року Ева Дальґрен гастролювала Швецією, Норвегією й Фінляндією з Петером Єбакком. Тур називався «Himlen är inget tak», також вийшов однойменний сингл.

## Особисте життя

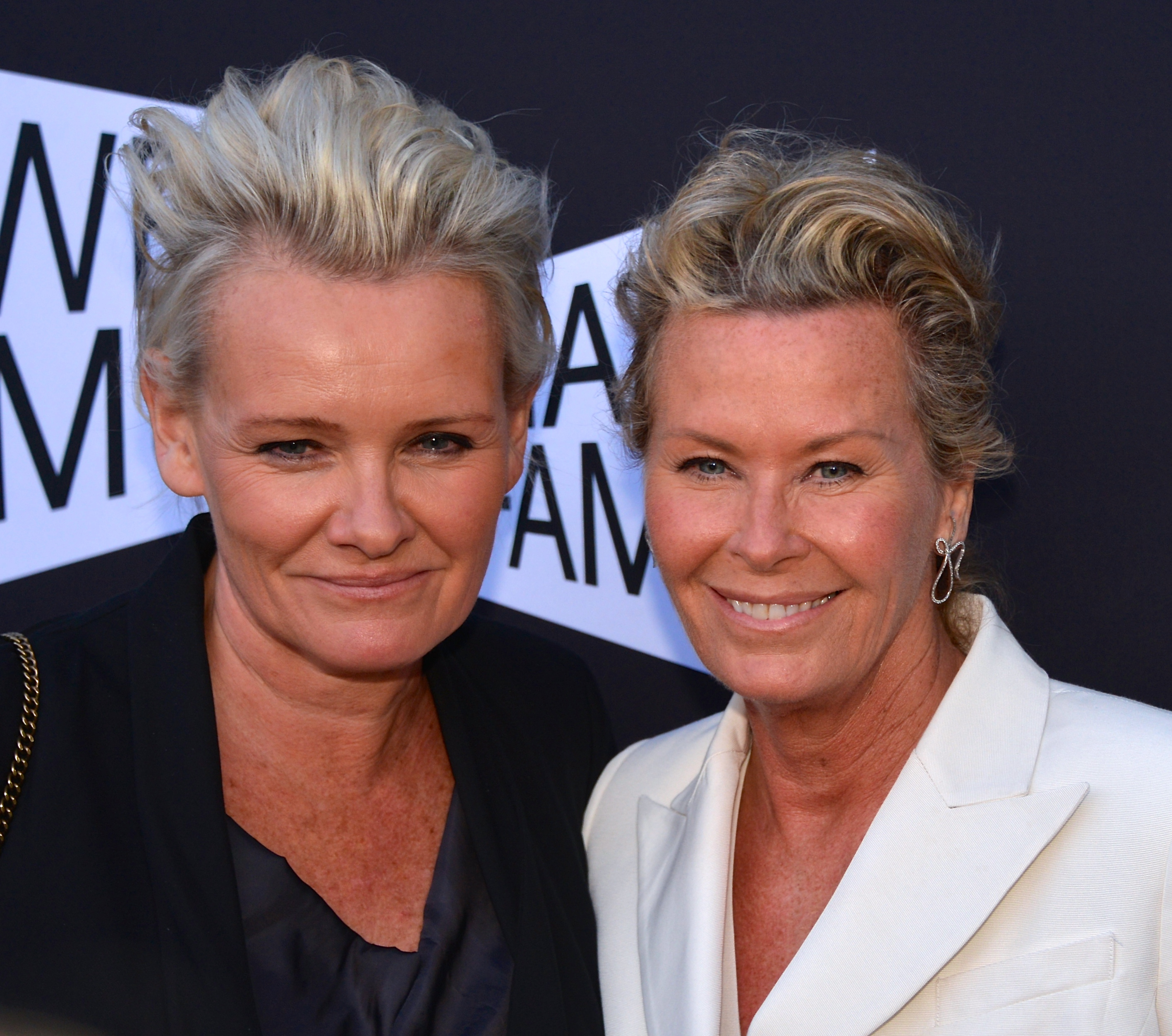
Ева Дальґрен та Ева Аттлінг на відкритті музею ABBA 6 травня 2013 року.

У 1996 році Ева Дальґрен з'явилася на перших шпальтах шведських газет після того, як зробила камінг-аут, уклавши цивільний союз з дизайнеркою ювелірних прикрас Евою Аттлінг. У зв'язку з одруженням Дальґрен змінила своє прізвище на Dahlgren-Attling. 2009 року жінки одружилися після того, як у Швеції був прийнятий статево-нейтральний закон про шлюб.

## Нагороди

### Rockbjörnen
Ева Дальґрен вигравала найпрестижнішу музичну премію Швеції Rockbjörnen в категорії «Найкраща шведська артистка» тричі: в 1981, 1984 та 1991 роках..
Згідно зі списком переможців Grammis за всі роки IFPI Ева Дальґрен займає третю сходинку за кількістю володіння премією з усіх шведських музикантів. Більше неї нагород тільки у Пера Гессле (10 штук) і гурту Kent (16 штук).
Дружина Дальґрен Євфа Аттлинг стала дизайнеркою нової статуетки Grammis, яка вручається з 2008 року (за досягнення у 2007 році).

## Дискографія
(В дужках вказані максимальні позиції релізів у Шведському чарті альбомів)
- 1978: Finns det nån som bryr sig om (#23)
- 1980: Eva Dahlgren (#25)
- 1981: För väntan (#2)
- 1982: Tvillingskäl (#8)
- 1984: Ett fönster mot gatan (#2)
- 1984: Känn mig
- 1987: Ung och stolt (#2)
- 1989: Fria Світі 1.989 (#3)
- 1991: En blekt blondins hjärta(#1)
- 1992: Eva Dahlgren (англомовна версія альбому En blekt blondins hjärta)
- 1992: För minnenas skull (double CD) (1978—1992) (#10)
- 1995: Jag vill se min älskade komma från det vilda (#2)
- 1999: Lai Lai (#1)
- 1999: LaLaLive (#5)
- 2005: Snö (#2)
- 2007: En blekt blondins ballader (1980—2005) (#1)
- 2007: Petroleum och tång (#3)
- 2016: Jag sjunger ljuset (#4)

Збірники
- 2012: Tid — Urval av sånger 1980 till nu
- 2012: Original Album Classics

## Сингли
(В дужках вказані пікові позиції у Шведському чарті синглів)
- 1989: «Ängeln i rummet» (#4)
  - (англійська версія: «Angel in My Room»)
- 1991: «Gunga mig» (#40)
- 1991: «Vem tänder stjärnorna» (#4)
  - (англійська версія: «i'm not in Love with You»)
- 1991: «Kom och håll om mig» (#27)
  - (англійська версія: «Just Want You to Love Me»)
- 1994: «Tro på varann» (Уно Свеннингссон і Єва Дальґрен (#22)
- 1999: «Underbara människa» (#41)
- 2005: «När jag längtar» (#17)
- 2006: «Äventyr» (EP) (#58)
- 2008: «Himlen är inget tak» (Єва Дальґрен і Петер Йебакк) (#36)